# Vicente de Garcini y Pastor
Vicente de Garcini y Pastor (Madrid 26 de enero de 1848 - 11 de febrero de 1919) fue un ingeniero español, miembro de la Real Academia de las Ciencias Exactas, Físicas y Naturales.

## Biografía
Nació el 26 de enero de 1848. Fue inspector general de Cuerpo de Ingenieros de Caminos, Canales y Puertos, presidente de sección del Consejo de Obras Públicas y director, miembro de la Real Academia de las Ciencias Exactas, Físicas y Naturales y profesor de la Escuela Especial de dicho cuerpo. Además también tuvo los cargos de actuario primero y oficial mayor técnico de la Comisaría General de Seguros. Falleció el 11 de febrero de 1919.
Fue autor de diversos trabajos científicos, entre ellos destaca Apuntes para la clase de máquinas.